# Johann Lange (Mediziner)
Johann Lange (* 17. Jahrhundert; † nach 1696) war ein deutscher Arzt und Übersetzer.

## Leben
Johann Lange lebte in Hamburg. Dort wirkte er seit 1670 als Barbier und Wundarzt. Im Jahr 1696 lässt er sich als noch lebend nachweisen. Weitere Lebensdaten sind nicht bekannt.

## Werk
Johann Lange übersetzte viele Schriften, besonders Erbauungsliteratur, aber auch Werke über Medizin, Physik und Chemie, unter anderem aus der englischen Sprache in die deutsche. Auch gab er lateinische Abhandlungen heraus.
Die meisten seiner Übersetzungen sind entweder ohne Angabe des Verfassers erschienen, oder aber mit den Initialen J. L. oder J. L. M. C., letzteres steht für medicinae candidatus. Teils beschreibt er sich auch als Hamburger Bürger und Chirurgen.
Lange fertigte seine Übersetzungen hauptsächlich im Auftrag von Buchhändlern an. Daher vermutet man, er übersetzte, um sich seinen Lebensunterhalt zu verdienen. Teils schreibt er aber in Vorreden, wenig Zeit für Übersetzungen zu haben.

## Werke
- Philalethae i. e. Thomae de Vaughan Introitus apertus ad occlusum regis palatium (Amstelodami 1667)
- Wegweiser zum Himmel, durch das Wort Gottes, aus dem Englischen verdeutscht (Hamburg)
- Chymisches Zweiblatt (Hamburg 1672)
- Joh. Hayward Animae afflictae sanctuarium, betrübter Seelen Heiligthum, in dessen erstem Theile von den 4 letzten Dingen, im andern aber vom Leiden Christi gehandelt wird. Aus dem Englischen verteuscht durch J. L. (Hamburg 1673/1684)
- Wunderliche Begebenheiten eines unbekannten Philosophi. In Suchung und Findung des Steins der Weisen. In 4 Bücher eingetheilet. Aus dem Französischen (Hamburg 1673)
- Zwei chymische Tractätlein 1) Philalethae eröffneter eingang zu des Königs verschlossenem Palaste. 2) Fr. Ferrarii Monachi vom Steine der Wisen, wie man den recht bereiten soll. Aus dem Englischen übersetzt (Hamburg 1673)
- Philalethes. 3 Tractätlein von Verwandlung der Metallen, samt Wigandi vom rothen Schilde, Herrligkeit der Welt, Handleitung zum himmlischen Rubin und Brunn der Chemyschen Philosophie. Aus dem Lateinischen übersetzt (Hamburg 1675)
- Thomas Nicols Edelstein-Büchlein, oder Beschreibung der Edelgesteine, deren Gestalt, Kräfte und Tugenden, Eingeschaften, Preiß und WErth. Samt beygefügten Warnungen für Betrug an alle diejenigen, so mit Edel Gesteinen handeln und umgehen – auß dem Englischen in Teutsch übersetzet und heraußgegeben von Johann Langen (Hamburg 1675)
- Herrn Martiniere neue Reise in die Nordischen Landschaften. Das ist: Eine Beschreibung der Sitten, Gebräuche, Aberglauben, Gebäuden und Kleidung der Norweger, Lapländer, Killopen, Borandianer, Siberianer, Samojeden, Zemblaner und Eißländer. Sampt einem Bedenken über den Irrthum unser Erdbeschreiber, wo nemlich Grönland und Nova Zembla liegen, und wie weit sie sich erstrecken. Aus dem Englischen ins Deutsche übersetzes durch Johann Langen (Hamburg 1675)
- Thomas Schirlaeus. Diss. philosophica exhibens causas probabiles lapidum in Macrocosmo, qua etiam in originem omnium corporum inquiritur, atque ostenditur, eam deberi aquae et seminibus (Hamburg 1675)
- Alchimistisch Siebengestein das ist 7 schöne und auserlesene Tractätlein vom Stein der Weisen (Hamburg 1675)
- Edu. Bolnestus. Aurora Chymica, sive methodus rationalis praeparandi animalia, vegetabilia et mineralla ad usum medicum (Hamburg 1675)
- Edw. Maynwaringhius. Historia et Mysterium Iuis Venereae (Hamburg 1675)
- Gull. Clarcke. Naturalis historia nitri, sive diseursus philosophicus de natura, generatione, loco et artificiali extractione nitri (Frankfurt/Hamburg 1675)
- Edv. Kelley. Tractatus duo egregii de lapide Philosophorum una eum theatro astronomiae terrestris et figuris, nunc primum editi a J. L. M. C. (Hamburg 1676)
- J. Maria Meurdrac Mitleidende und leichte Chymie, aus dem Französischen, vor das Frauenzimmer verteutscht durch J. L. M. C. (Frankfurt 1676)
- Alvaro Alonso Barba Bergbüchlein, darinnen von der Metallen und Mineralien Generalia und Ursprung, wie auch von derselben Natur und Eigenschaft, Mannigfaltigkeit, Scheidung und Feinmachung, ingleichen allerhand Edelgesteinen, ihrer Generation ec. ausführlich und nützlich gehandelt wird. Anfangs in Spanischer Sprache beschrieben. In Deutsch übersetzt von J. L. M. C. (Hamburg 1676)
- F. Basilii Valentini chymische Schriften, alle mit einander zum erstenmahl zusammen gedruckt, und aus vielen, sowohl geschriebenen, als gedruckten Exemplaren vermehret und verbessert: in zwei Theilen. Mit Joh. Langen's Vorrede (Hamburg 1677)
- Rob. Wilkinson. Pilgramstraß der Heiligen nach dem Lande Canaan, worin angezeigt werden 17 falsche Stufen außer der Zukunft Christi in den Heiligen. Samt einer kurzen Erklärung was die Zukunft Christi im Geiste sei. Aus dem Englischen verteutscht durch J. L. M. C. (Hamburg 1678)
- Edm. Bunian. Die Kunst der Vergnüglichkeit, von einem Gottesgelehrten in englischer Sprache beschrieben und nunmehr zum Erstenmahl in hochteutsche Sprache übersetzt von J. L. M. C. (Hamburg 1678)
- Wilh. Göree. Anweisung zu der Practica oder Handlung der allgemeinen Mahlerkunst; worinnen nebenst derselben fürtrefflichkeit und nutzen kürzlich angezeigt wird, was einer zum gründlichen Verstand der Mahlerkunst wissen muß und wie man seine Uebung darinn, ein vollkommener Meister zu werden, anstellen soll; übersetzt aus dem Holländischen von J. Langen (Hamburg 1678)
- Gerh. von Brügge. Illuminirkunst mit Wilh. Göree's Anmerkungen. Aus dem Holländischen verteutscht durch J. L. (Hamburg 1678)
- Eines hochgelehrten Engländers Regierung der Zunge, oder Tractat vom rechten und nützlichen Gebrauche derselben; verteutscht durch J. L. M. C. (Ratzeburg 1679)
- Kurzer Begriff der Wundarzeney, wie auch ein Discurs von der Geburt des Menschen. Aus dem Englischen verteutscht (Ratzeburg 1679)
- Nicolaus de Blegny. Monatliche Anmerkungen, betreffend die Wissenschaften und Künste, die zur Arzenei gehören, durch J. L. M. C. verteutscht (vier Teile, Hamburg 1680–1683)
- Thomas Fettiplace. Bußthränen in Betrachtungen und Gebeten eines leichtfertigen Sünders. Aus dem Englischen übersetzt (Hamburg 1681)
- Robert Pearson. Bekehrter Atheist. Aus dem Englischen verteutscht durch J. L. M. C. (Hamburg 1681)
- Nicol. Flamelli. Fünf chymische Werke als 1) Güldenes Kleinod der hieroglyphischen Figuren. 2) Kleinod der Philosophie. 3) Summarium Philosophicum. 4) Große Erklärung des Steins der Weisen. 5) Schatz der Philosophie. Aus dem Französischen verteutscht (Hamburg 1681)
- Robert Boyle. Die lufftige Noctiluca oder etliche neue Phaenomena sampt einer Anleitung allerhand Phosphorus und selbstscheinende Wesen zu bereiten. In Englischer Sprache beschrieben und nunmehro in Hochtetuscht übersetzt durch J. L. M. C. (Hamburg 1682)
- Cornelii Lancelotti. Brennender Salamander, oder Zerlegung der zur Chymie gehörigen Materien, so da ist ein Wegweiser und Unterricht, sich in allen Materien in der Scheidekunst zu üben. Erstlich aus dem Italiänischen ins Holländische und nun aus dem Holländischen ins Deutsche übersetzt durch J. L. M. C. (Frankfurt 1682)
- Die französische Kriegs-Reitkunst, darinnen ein schöner und leichter Weg angewiesen wird, wie einer ein guter Reuter werden könne, nebst einem Berichte vom Ringrennen, Lanzenbrechen, und Kopfrennen durch Herrn Delacamp. Item Beschreibung der nützlichsten Arzneimittel der Pferde durch Sam. Fouquer und Herrn de Beauprepaire. Aus dem Französischen verteutscht durch J. L. M. C. (Frankfurt 1682)
- Arnoldus de Villanova Chymische Schriften. Aus dem Latein verteutscht durch Joh. Hoppodamus (Frankfurt/Hamburg 1683)
- Poliarchus Micignus. Michael Sendivogii Leben. Wie solches anfangs in Italienischer Sprache beschrieben und nunmehro in die hochteutsche Sprache übersetzet und – an den Tag gegeben durch J. L. M. C. (Hamburg 1683)
- Exercitium anatomicum oder gründliche Anweisung, welcher Gestalt der menschliche Körper zierlich und ordentlich zu zerlegen, wie solches bei den fürnehmsten Anatomicis in Italien gebräuchlich und von einem derselbigen mit Fleiß annotiret worden ist. Aus dem Lateinischen ins Teutsche übersetzt und den jungen Chirurgis zum Besten an den Tag gegeben und verlegt durch Johann Langen, Bürgern und Chirurgo in Hamburg (Hamburg 1684)
- Kenelmy Digby. Auserlesene seltzame philosophische Geheimnüsse und chymische Experimente, wie auch Arzeneyen von K. Digby zusammengelesen – ans Tageslicht gebracht von G. Hartmann, übersetzt von J. L. M. C. (Hamburg 1684)
- Naturgemäße Beschreibung des Caffee, Thee, Chocolade, Tabaks, mit einem Tractätlein von Hollunder und Wacholderbeeren. Aus dem Englisch übersetzt durch J. L. M. C. (Hamburg 1684)
- Aquilae Thuringiae redivivae, oder kurzer Entwurf vom feuchten und trockenen Wege, wie auch dem Alcahest, gestellt durch P. S. P. R. V. J. V. C. D. M. P. S. N. N. G. ausgegeben von J. L. (Hamburg 1684)
- Joh. Bunjan. Reise eines Christen nach der heiligen Ewigkeit, welche durch unterschiedene Sinnbilder den Zustand einer bußfertigen und Gott suchenden Seele darbildet. Aus dem Englisch verteutscht durch J. L. M. C. (Hamburg 1685)
- Mr. Quaats Leben und Sterben, oder eines Gottlosen Reise nach der ewigen Verdammniß, durch unterschiedene Geschichten den ganzen Zustand einer unwiedergebornen Seele darstellend. Aus dem Englischen verteutscht durch J. L. M. C. (Hamburg 1685)
- Ellis Prat. Vademecum chirurgicum oder Reisegefährte von einem Wundarzt, zu Wasser und zu Lande, im Fried und Kriege, nützlich zu gebrauchen. Aus dem Englischen verteutscht durch J. L. M. C. (Hamburg 1685)
- Irenäus Philoponus Philalethes i. e. Georg Starkey. Kern der Alchymie, das ist ein durch Erfahrung bewährter Tractat, welcher eröffnet das geheime und hochverborgene Geheimiß des Elixirs der Weisen etc. Aus dem Englischen übersetzt von Johann Langen (Leipzig 1685)
- Ripley reviv'd, ein englisch geschriebener Commentar über Ripley's Schriften in deutscher Uebersetzung von Lange (Leipzig 1685)
- Türkisches Gesetzbuch oder des Erzbetrügers Mahomet Alcoran, welcher vorhin nimmer vollkommen ausgegeben worden. Aus dem Arabischen in die französische Sprache übersetzt durch Andr. du Ryer, aus dieser in die Niederländische durch H. J. Glasemaker und jetzt zum erstenmahl in die Hochteutsche durch Joh. Lange M. C. (Hamburg 1688)
- Thomas Adam. Geistreiche Schriften oder Lehr-, Buß-, Trost-, Vermahnungs-, Leich- und Gewissenspredigten. Aus dem Englischen verteutscht (vier Teile, Frankfurt 1688–1691)
- Cyrenaei Philatethae. Erklärung über die 6 chymischen Pforten Georg Riplaei. Sampt Eugenii Philalethae Euphrates, oder die Wasser vom Auffgang, welches ist ein kurzer Bericht von dem geheimen Brunnen, dessen Wasser aus dem Feuer quillet, und bey sich die Strahlen der Sonnen und des Mondes führet. Aus dem Englischen in die hochteutsche Sprache übersetzet durch J. L. M. C. (Stockholm/Hamburg 1689)
- Franciscus Mercurius von Helmont. Paradoxal Discourse, oder ungemeine Meinungen von dem Macrocosmo und Microcosmo das ist von der großen und kleinen Welt und derselben Vereinigung mit einander. Aus dem Englischen in die hochteutsche Sprache übersetzt (Hamburg 1691)
- Reuter auf dem fahlen Pferde, oder Leichpredigten über auserlesene Texte bei Beerdigung hoher Standespersonen. Aus dem Englischen übersetzt (Hamburg 1691)
- Gloria mundi, sonst Paradiestafel genannt, oder Beschreibung der uhralten Wissenschaft vom Steine der Weisen. Verteutscht durch J. L. M. C. (Hamburg 1692)
- Drei vortreffliche chymische bücher. 1) Joh Ticinensis Process vom Steine der Weisen in teutschen Reimen. 2) Antonii de Abbatia Sendbrief von Verwandlung der Metalle. 3) Etw. Kellaei Buch an Kaiser Rudolph II. verteutscht. Sampt einer Warnungs-vorrede wider die Sophisten und Betrüger in der Chemie (Hamburg 1692)
- Nodus sophicus enodatus das ist Erläuterung etlicher vornehmen philosophischen Schriften und Tractaten vom Stein der Wisen nach dem Lauf der Natur zusammen gewunden und verknüpffet – ausgelegt und erkläret durch einen treuen teutschen Philosophum. Kind-Bett des Steins der Weisen durch einen unbekannten Cavaller in französischer Sprache beschrieben und nun ins Teutsche übersetzet durch J. L. M. C. (Hamburg 1692)
- Rud. Goclenius. Besondere physiognomische und chiromantische Anmerkungen. Aus dem Lateinischen verteutscht (Hamburg 1692)
- Stephan Blancard. Anatomia practica rationalis oder anatomische Beschauung an seltsamen Krankheiten verstorbener Leiber. Aus dem Holländischen verteutscht von J. L. (Hamburg 1692)
- Joh. Bunjan's Heiliger Krieg Jesu Christi wider den Teufel um und über die menschliche Seele. aus dem Englischen verteutscht (Hamburg 1693)
- Thomas Watson. Geistliche Schriften und Predigten. 2 Theile. Aus dem Englischen verteutscht (Frankfurt 1693)
- Balthasar Beder's bezauberte Welt oder gründliche Untersuchung des allgemeinen Unglaubens, betreffend die Art und das Vermögen, Gewalt und Wirkung des Satans und der bösen Geister über den Menschen etc. in 4 Büchern. Aus der letzten vermehrten holländischen Edition 1693 verteutscht (anonym)
- Mr. de l'Emeri Cursus Chymicus oder gründliche Beschreibung, wie alle Arzneien durch die Chymische Kunst könnten zubereitet werden. Aus dem Französischen verteutscht durch J. L. M. C. (Hamburg 1694)
- Edw. Stilingfleet. Origines sacrae oder Ursprung der heiligen Historie, welches ist ein vernunftmäßiger Bericht der Gründe des christlichen Glaubens zur Befestigung der Wahrheit und der göttlichen Autorität der heiligen Schrift. Aus dem Englischen verteutscht (Bremen 1695)
- Ralph Browring. Geistreiche Schriften und Predigten über alle Sonn- und Festtage, aus sonderbahren Sprüchen heiliger Schrift. Aus dem Englischen verteutscht durch J. L. (Kopenhagen 1695)
- Lancelot Colson. Philosophia naturata oder ein ausführlicher philosophischer Tractat, welcher in sich begreiffet die rechte Praxin und den wirkenden Theil der Philosophie, zu Erlangung des Steins der Weisen. Nebenst den Wegen den mineralischen Stein und die Calcination der Metallen zu verfestigen. Welchem beigefügt ist ein Werk des St. Dunstan von dem Stein der Weisen. Sampt den euriensen Experimenten des Rhumelii und Bereitung des Angeli Salae, beyde sehr berühmte Chymici zu ihrer Zeit. In Englischer Sprache an den Tag gegeben. Und nun den Liebhaber der Uhrzeit zu gefallen ins Hochteutsche übersetzet durch J. L. M. C. (Hamburg 1696)